# Вестпек Стедіум
«Вестпек Стедіум» — багатофункціональний стадіон у столиці Нової Зеландії Веллінгтоні. Відкритий у 2000 році. Належить австралійсько-новозеландському банку Westpak. 
Тут виступають регбійні команди, зокрема учасник Супер Регбі «Харрікейнс», а також команди з крікету та футболу («Веллінгтон Фенікс» із австралійської А-ліги).
Саме завдяки крікету стадіон і має округлу форму, яка надає йому вигляд металічної шайби, оздобленої коло входу маорійськими візерунками та фігурами.
Трибуни мають одноярусну конфігурацію, але VIP-сектор, який опоясує весь стадіон під дахом, фактично робить його двоярусним.
Обабіч арени розташовані морський порт та залізничний вокзал, з якого до стадіону пролягає дворівневий пандус. Цим стадіон трохи нагадує мюнхенську Альянц Арену.
На стадіоні відбувалися ігри Кубку світу з регбі-2011 року.